# Splatbook
Splatbooki  to podręczniki do gier fabularnych poświęcone poszczególnym klasom postaci lub frakcjom, które zapewniają więcej wiedzy o danej grupie i opcje mechaniczne. Dla przykładu, fantasy magii i miecza może oferować splatbooki dla każdej z ras settingu, jak np: ludzie, krasnoludy, elfy i inne.
Pierwszą grą, która oferowała splatbooki, było D&D,choć wtedy tak się nie nazywały. Oryginalnie, termin ten był stosowany do gier White Wolfa, zwłaszcza Świata Mroku.Wiele z tych książek było nazwanych w podobny sposób: klanbooki dla Wampira: Maskarady, tribebooki dla Wilkołaka: Apokalipsy, księgi tradycji dla Maga: Wstąpienie itp. W grupach internetowych, nazywano je po prostu "*books". Ponieważ znak "*" (asteriks) jest także znany jako splat, powstało nowe słowo - splatbook.
Ten termin następnie został retroaktywnie użyty do Advanced Dungeons and Dragons, np: w stosunku do The Complete Book of Drawves czy Complete Arcane. Stosuj się go także do różnych kodeksów Warhammera: Fantasy Battle czy też Warhammera 40,000. Na bazie tego terminu słowem "splat" opisuje się klasę postaci opisaną w splatbooku.